# Podlesni (Vorónej)
|  | Per a altres significats, vegeu «Podlesni». |

Podlesni (en rus: Подлесный) és un poble (un possiólok) de l'óblast de Vorónej, a Rússia, segons el cens del 2010 tenia 2.460 habitants.